# Jankenman
Jankenman (яп. ジャンケンマン) — японский аниме-сериал для детей, выпущенный студией Ashi Productions. Транслировался по телеканалу TV Tokyo с 4 апреля 1991 года по 26 марта 1992 года. Всего выпущена 51 серия аниме. Сериал также транслировался на территории Индии и Арабских стран. Также по мотивам аниме был выпущен OVA-сериал и игра для Game Boy в 1991 году. В игре игрок должен управлять главным персонажем и преодолевать разные препятствия.
Японское слово Дзянкэн (яп. じゃん拳) буквально переводится как камень, ножницы, бумага.

## Сюжет
Действие происходит в маленьком посёлке по имени Дзянкэн, который населяют маленькие причудливые существа — дзянкэнманы. Однако деревне постоянно угрожают злоумышленники, особенно злодей по имени Осадаси, который постоянно пытается захватить дзянкэманов.

## Роли озвучивали
- Ай Орикаса — Дзянкэнман
- Акико Ядзима — Гуян
- Тиса Ёкояма — Урурун
- Хироя Исимару — Папа Гуян
- Икуя Саваки — Дзянкэн Сэннин
- Кадзуки Яо — Камэн Осодаси
- Котоно Мицуйси — Тёккин
- Мая Окамото — Порин
- Маюми Танака — Аттимуйтэхойхой
- Мэгуми Хаясибара — Аки Кодзо